# Østbanen

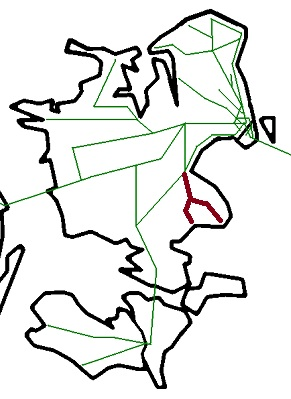
Østbanen (bruin)

Østbanen is een verzamelnaam voor twee spoorlijnen in het zuiden van Seeland in Denemarken.
Vanwege de opening van de hogesnelheidslijn Kopenhagen - Ringsted werden de spoorlijnen rondom Køge gereorganiseerd. Sinds december 2020 rijden de treinen door van Køge naar Roskilde op het voormalig hoofdnet. 
Het gaat om de volgende twee deeltrajecten:
- Køge - Fakse
- Hårlev - Rødvig